# Ali Podrimja
Ali Podrimja, né le 1er août 1942 et mort le 21 juillet 2012, est un poète de langue albanaise.

## Biographie
Ali Podrimja est né le 1er août 1942 à Gjakovë (dans la Province du Kosovo actuellement devenue République du Kosovo, mais faisant à l'époque partie de l'Albanie sous occupation italienne).
Après une enfance et une adolescence difficiles, à cause de la mort prématurée de ses parents, il fait des études de langue et littérature albanaises à l'Université de Pristina, puis passe toute sa vie à Pristina, où il écrit et travaille comme critique littéraire et éditeur.
Il réalise plusieurs anthologies de la jeune poésie kosovare.
Il donne fréquemment des récitals de poésie lors de rencontres poétiques dans différents lieux et différents pays jusqu'à sa soudaine disparition le 18 juillet 2012 au festival de poésie Voix de la Méditerranée à Lodève dans le Sud de la France.
Auteur d'une quinzaine de volumes de poésie, Ali Podrimja est considéré comme un des poètes les plus marquants des Balkans.
Ses livres sont traduits dans de nombreuses langues.
Il est membre de l'Académie des Sciences et des Arts du Kosovo

## Œuvres en albanais
- Antologji personale, (poésie), Tirana, Ora Botimi, 2002  (ISBN 99927-814-0-8)
- Lum Lumi, (poésie), Tirana, Toena, 2003  (ISBN 99927-1-709-2)
- Ishulli Albania, (L'île Albania), (poésie), Pristina, AIKD, 2006  (ISBN 9951-410-14-6)

## Œuvres traduites en français
- Défaut de verbe, (poésie), (trad. Alexandre Zotos) Le Chambon-sur-Lignon, Éditions Cheyne, 2000  (ISBN 2-84116-047-5)
- La flamme volée (poésie), (trad. Vasil Çapeqi et Francis Chenot), Amay L'arbre à paroles, 2010  (ISBN 978-2-87406-496-8)
- Viatique (poésie), (choix et trad. Alexandre Zotos), Éditions Fondencre, 2014  (ISBN 979-10-92583-04-5)

## Œuvres traduites en occitan
- Poëmas, (poésie), (trad. Adeline Yzac) , Oc, n° 102-103, 2012, p. 18-22  (ISSN 1169-2324)